# Inglares
El río Inglares (en euskera Jugalez) es un curso de agua del norte de la península ibérica, afluente del río Ebro. Nace en la Sierra de Cantabria, en las cercanías del monte San León, y discurre por la provincia española de Álava.

## Curso

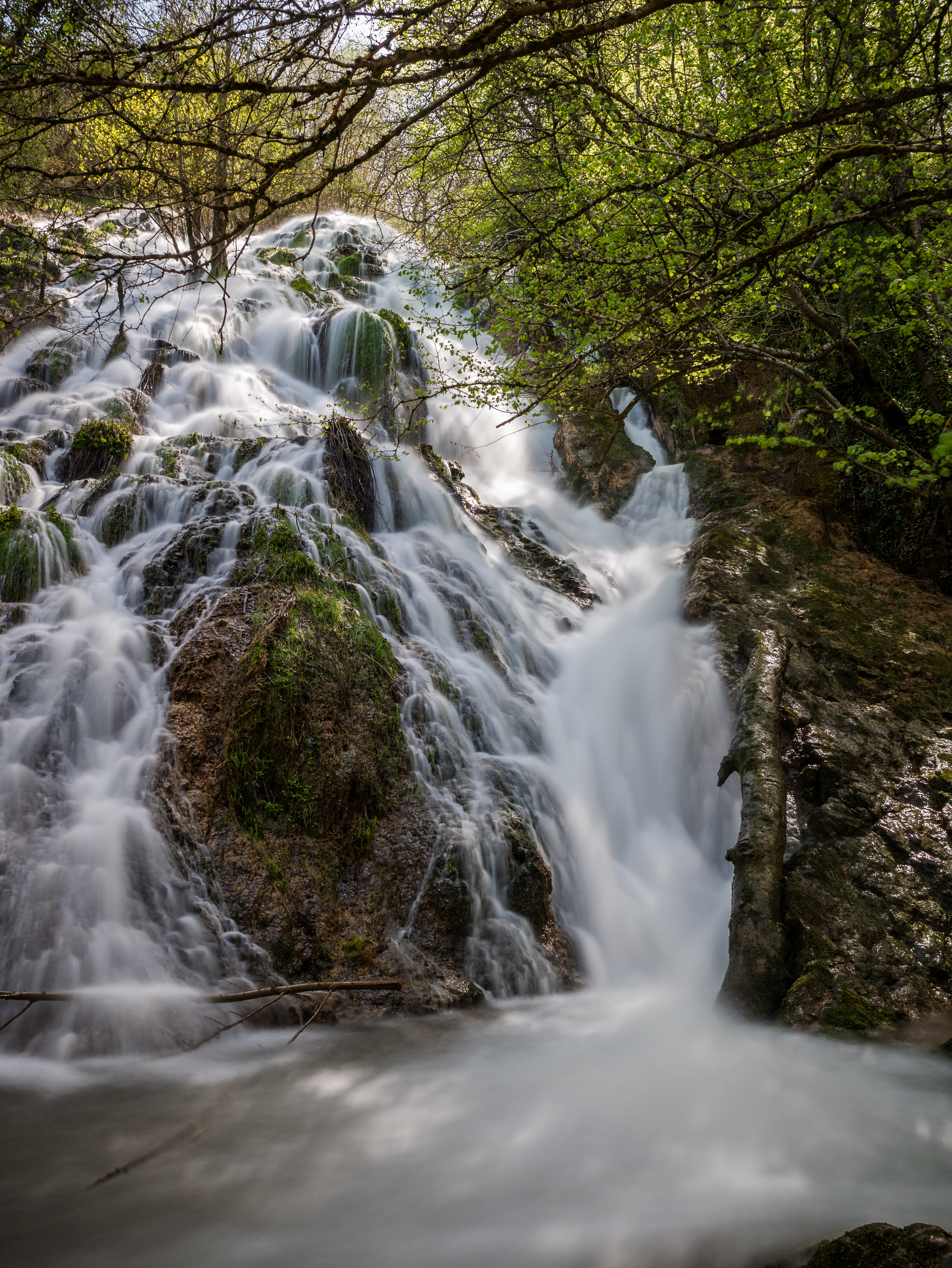
Cascada de las Herrerías del río Inglares cerca de Berganzo

Discurre por la provincia de Álava. Tiene una longitud de 42,65 kilómetros. Es fundamentalmente un río de media montaña, con algunas cascadas discretas y una, la de las Herrerías, de porte importante. En su recorrido completo el Inglares atraviesa las localidades de Peñacerrada, Payueta, Berganzo, Ocio, Santa Cruz del Fierro y Zambrana, donde desemboca en el río Ebro, en las cercanías de Miranda de Ebro.
Aparece descrito en el tomo de la Geografía general del País Vasco-Navarro dedicado a Álava y escrito por Vicente Vera y López con las siguientes palabras:

Río Inglares.—Afluente del Ebro, que tiene su origen cerca del pueblo de Peñacerrada, con la reunión de varios arroyos que descienden de la sierra de Toloño, cerca del lugar de Montoria y las colinas de Loza. Su curso es de Este á Oeste hasta llegar á Santa Cruz del Fierro, donde tuerce hacia el Sur. Pasa por los pueblos de Berganzo y por el medio de los cuatro barrios de Ocio, sumido en un angosto valle que dominan altos crestones calizos; cruza la carretera de Haro á Zambrona y desagua en el Ebro, 4 kilómetros aguas abajo de la desembocadura del Zadorra. Este río que en Peñacerrada corre á 705 ms. de cota, se precipita en las cercanías de Berganzo desde la 690 á la 527, aprovechándose este salto de 163 metros para la producción eléctrica de la S. A. Eléctrica-hidráulica Alavesa. Esta misma compañía tiene denunciado otro salto entre las cotas 520 y 450; un poco más abajo se halla el río Ebro.
(Vera y López, 1915-1921, p. 426)

Tiene como afluentes el San Baules, el Aranbaltza, el Niguaran, el Santiama, el San Vicente, Los Loros, Artikuatxa, Salsipuedes, el Molina y el Mina. Las aguas del río, perteneciente a la cuenca hidrográfica del Ebro, acaban vertidas en el mar Mediterráneo.